# Jean-Guillaume Béatrix
Jean-Guillaume Béatrix, född 24 mars 1988 i Saint Priest, är en fransk skidskytt. Han är tulltjänsteman och tjänstgör på heltid som skidskytt.
Béatrix har tävlat i sporten sedan år 2003. Han har lyckats ta flera medaljer vid juniorvärldsmästerskap, däribland ett guld. Hans hittills bästa placering i världscupen är en andraplats från jaktstarten i Antholz den 18 januari 2014. Hans största merit är ett OS-brons i jaktstarten vid olympiska vinterspelen 2014.